# Inuses
Inuses (en griego: Οινούσσες), también llamada Oinousses, Aignoussa (Αιγνούσα) o Egnoussa (Εγνούσα) es la mayor isla de un grupo conformado por Inuses y ocho islas más pequeñas a unos 2 km de la costa noreste de la isla griega de Quíos y 8 km al oeste de Turquía. Administrativamente la isla forma un municipio dentro de la unidad periférica de Quíos, que forma parte de la Periferia de Egeo Septentrional. La ciudad principal de las isla y sede del municipio también se le llama Inuses. Inuses tiene una pequeña población, que vive principalmente en la ciudad de Inuses (población: 999), posee además un monasterio de reciente construcción.